# 爆突機銃艇
『爆突機銃艇』（ばくとつきじゅうてい）は、1988年8月にナムコよりアーケードゲームとして日本国内のみで稼働したアクションシューティングゲーム。
『バラデューク』（1985年）の続編であり、前作の特徴だったグロテスクな宇宙生物がハード性能の向上に伴い、より大きなキャラクターで描かれている。
家庭用は2009年にWii用ソフトとしてバーチャルコンソールアーケードにて配信。また、2023年にアーケードアーカイブスの1作品としてPlayStation 4版とNintendo Switch版が配信された。
アーケード版は日本国外ではリリースされていないが、タイトルロゴには BARADUKE II の文字が刻まれており、起動時に一瞬表示される文字や、移植版の海外向けタイトルは BARADUKE2 となっている。

## ゲーム内容
前作と同様に、8方向レバーによりプレイヤーキャラを動かし、ボタンで波動ガンを発射して敵を倒していく。ステージを右方向に進んでいき、右端にある出口に到達するとステージクリアとなる。前作と異なり、特定の敵を全滅させる必要はない。ただし、ステージの最後にボスがいるステージでは、ボスを撃破する必要がある。
今作ではスタート地点がマップ左端、出口が右端に統一され、直線的なステージ構成となった。これにより、左方向にはスクロールしなくなり、ショットの発射は右方向のみとなった。また、銃を発砲した時の反動はなくなった。
プレイヤーキャラのシールドの概念はなくなり、1発でもダメージを食らうとミスとなり、残機を失う。残機をすべて失うとゲームオーバー。コンティニューは無制限に可能。
本作ではゲーム中のBGMが追加されている。

### ステージ構成
全36ステージ（後述の分岐ステージも数えると48ステージ）。ステージ5、11、17、23、30、36ではボスが登場する。また、ステージ6、12、18、24は出口が2つあり、どちらの出口に入るかで、以降3ステージのマップが2ルートに分岐する。
ステージ30の最後に居座る最終ボス「ダーク･パケット」を撃破するとエンディングとなる。1周エンドで、全ステージをクリアするとゲーム終了となる。ステージ31～36は一定条件を満たしてステージ30をクリアした場合のみにプレイできる「おまけステージ」であり、これらをすべてクリアしても追加のエンディングはなく、パケじいの「これで ほんとうに おわりじゃ! ほんとじゃよ」の一言のみでゲーム終了となる。
ステージ30または36をクリアしてゲーム終了となった場合、高得点を記録してもネームエントリーができずスキップされるバグがある。

### 機銃艇
本作では「機銃艇」に乗り込むことができる。機銃艇は強力な砲台を備えており、乗り込んでいる間は1発だけダメージを耐えられ、ダメージを受けても機銃艇を失うだけで済む。発射する弾は自機の波動ガンのパワーアップ段階と同等のものである。
機銃艇は、二倍砲「ダナ・グルップス」と三倍砲「ギガ・グルップス」の2種類があり、前者は1面クリア後と、ミス後の復活時に与えられる。後者は後述のルーレットで引き当てることで乗り込むことが可能。

### パケット
前作に引き続き登場する一つ目の平和種族「パケット」は、プレイヤーの味方である。パケットはプレイヤーの周囲を旋回する。味方のパケットは並（黄色）、白の2種類がいる。
黄色い「並パケット」は敵またはカプセルに捕らわれており、助けると（プレイヤーが触れると）プレイヤーについてくる。本作では、出現地点から飛び跳ねてから画面下に落ちていくため、救出しないと画面下から外に消えてしまう。
救出する前にプレイヤーの弾を誤射するか、プレイヤーについている状態で敵の弾を被弾する（敵には触れてもかまわない）とやられてしまうが、ステージの出口まで連れて行くと、その数に応じたボーナス点（100点、200点、500点、1000点、2000点、4000点、7匹目以降7650点）に換算される。前作と異なり、誤射しても連れているパケットを失うことはないが、並パケットは次のステージに持ち越さず、ボスに突撃することもない。
白い「白パケット」はボーナス点にならないかわりに、常にプレイヤーに1匹ついており、やられてしまうことがなく、次のステージ以降に連れて行くことができる。
パケットはプレイヤーの周囲を旋回するのみだが、アイテムとして登場するパケット用機銃艇「パケット・シップ」を取得すると、パケットはそれに乗り込み、弾を発射できるようになり、1発のみダメージを耐えられるようになる。敵の弾を1発被弾すると、そのパケット・シップのみ失われる。白パケットは、最初からパケット・シップを装備している。
並パケットが誤射または被弾によってやられた場合、破裂して目玉のみとなる。その目玉を取得すると1点を獲得する。前述のおまけステージは、この目玉を21個以上取得してステージ30をクリアすることが出現条件となる。
黒いパケット（ブラックパケット、黒パケット）は仲間ではなく敵キャラクターであり、触れるとダメージを受ける。マップに配置されて特定の地点をぐるぐる旋回しているか、カプセルに入っていてプレイヤーの方向に飛び出してくる、もしくは最終ボスのダーク・パケットがまき散らす。ゲーム中ではパケじいが「ふじみなのじゃ」と言っているが、実際は耐久力がかなり高い個体がいるものの、弾を当てて倒すことができる。倒しても爆発するのみで、目玉は出現しない。ブラックパケットの正体は不明だが、ダーク・パケットを撃破した際、画面下からブラックパケットが横一列に並んで飛び出し、エンディングで並パケットになって降ってくる演出がある。

### カプセル
カプセルの中からは、アイテムまたは敵キャラクターが出現する。カプセルは自弾を当てるか、触れることで開けられる。
- 並パケット - 触れると救出して仲間になる。
- パケット・シップ - プレイヤーが触れると、どれかのパケットに装備される。
- パワーアップ - 青いカプセルに入っている、波動ガンの絵が描かれたパネル。プレイヤーの波動ガンが最大4段階まで強化される。
- スピードアップ - 緑のカプセルに入っている、プロペラが描かれたパネル。プレイヤーの移動速度がアップする。
- バガン - 赤のカプセルに入っている、パックマンのような敵キャラクター。前作ではカプセルから出現する一種類だったが、今作では動きが異なったり、マップに配置されていたりする個体もいる。
- ブラックパケット - 黒いパケット。ほかのパケットと異なり敵キャラクターであり、触れるとダメージを受ける。

### ルーレット
ステージ4、10、16、22クリア後、もしくはコンティニュー時に、ルーレットを回すことができる（前作と異なり、パケットの取得数はルーレットの内容に関係しない）。
- エクストラ・パケット - 並パケットが1匹もらえる。
- パワーアップ - カプセルのアイテム同様に、プレイヤーの波動ガンが1段階強化される。
- パワーダウン - プレイヤーの波動ガンの強化が1段階下げられる。
- 機銃艇（ふね） - プレイヤーに、三倍砲機銃艇「ギガ・グルップス」が装備される。
- パケット・シップ (パケット用機銃艇) - カプセルのアイテム同様に、どれかのパケットにパケット・シップが装備される。

### パケじい
ステージ開始時やミス後、ルーレット時などに、白髭を生やして杖を持った長老パケット「パケじい」が登場し、会話をする。その会話はゆるくコミカルなものである。ゲームのヒントになる発言も一部あるが、ゲームに関係ない「このつえは へんげのつえなのじゃ えいっ（カプセルや敵キャラクターに変身する）」「わしは びりやあど ごだんぢゃ」といったどうでもいい会話や、「ここまでくるとは なんと マニアじゃ!」のようなメタ発言も行う。
特定ステージのクリア後、パケじいからアイテムがもらえたり、ルーレットを回したりできる。たとえば、ゲーム開始直後にいる白いパケットはパケじいから与えられたもので、ステージ2開始時は機銃艇、ステージ4開始時はパケット三人衆（パケットシップに乗った並パケット2匹+白パケット1匹）が与えられる。

### 永久パターン防止キャラ
しばらくスクロールを進めないでいると、左から「HURRY」という文字が小さい文字・大きい文字の計2回飛んできたあと、永久パターン防止キャラクターの「ターニングアイ」が左から迫ってくる。スクロールを進めると出現までの時間が延長されるほか、「ターニングアイ」が出現したあとでスクロールを進めて画面外に出すことで、残り時間をリセットできる。

### その他
- 最終ボスを除くボスステージをクリアすると、BREAK TIMEと表示され、機銃艇にもたれてバトルスーツの頭の部分をはずして、パケットを手のひらに乗せて休憩している主人公の姿の一枚絵が表示される。絵の種類は1種類のみ。主人公はオレンジの長髪で後ろでしばっている。サングラスをかけており素顔は見えない。
- 主人公は頭にプロペラをつけており、左右移動時は素早く足をばたつかせる、ミス時はバトルスーツの頭の部分が爆発してプロペラが上に飛び、黒くなった顔を覗かせるなど、前作と異なりコミカルな挙動となっている。前述のパケじいの言動や動き、ステージ開始時やクリア時にパケットがズームするアニメーションがタイル状に表示されるなど、シリアスでグロテスクな雰囲気に統一されていた前作と異なり、本作にはこのようなコミカルな演出がいくつか見られる。
- 前作の1Pキャラ「KISSY」は登場せず、本作の1Pキャラは、前作の2Pキャラの「TAKKY」に変更されている。2Pのキャラクターは新キャラクターの「HOMMY」となった。ただし、前作と同様にゲーム中においてはスコア部分とゲーム開始時の名前表記のみが異なり、それ以外の1Pと2Pの差異はない。
- パケットは前作と同様に「I'm a friend」「Thank you!」としゃべり、今作では、やられたときの声も追加された。前作に引き続き、小沢純子が声を担当している。

## ストーリー
数年前、第一次救出隊の活躍により、オクティ族が潜むバラデューク要塞は消滅し、パケット星は救われたかに思われた。
しかし、そうではなかった。
最後に与えられた使命、それは凶悪宇宙生命体オクティ族を殲滅する事だ。

## 移植版
| No. | タイトル   | 発売日         | 対応機種                      | 開発元     | 発売元     | メディア                                        | 備考 |
| --- | ---------- | -------------- | ----------------------------- | ---------- | ---------- | ----------------------------------------------- | ---- |
| 1   | 爆突機銃艇 | 2009年10月13日 | Wii                           | バンナム   | バンナム   | ダウンロード （バーチャルコンソールアーケード） | -    |
| 2   | 爆突機銃艇 | 2023年8月3日   | PlayStation 4 Nintendo Switch | ハムスター | ハムスター | ダウンロード （アーケードアーカイブス）         | -    |

アーケードアーカイブス版
アーケードアーカイブスの1作品としてPlayStation 4とNintendo Switchにて配信。「こだわり設定」にてゲームスピードの調整とステージセレクトを行う事ができる。